# La Cañada, Tenochtitlán
La Cañada är en ort i Mexiko.   Den ligger i kommunen Tenochtitlán och delstaten Veracruz, i den sydöstra delen av landet, 230 km öster om huvudstaden Mexico City. La Cañada ligger 1 013 meter över havet och antalet invånare är 110.
Terrängen runt La Cañada är bergig söderut, men norrut är den kuperad. Runt La Cañada är det ganska tätbefolkat, med 120 invånare per kvadratkilometer. Närmaste större samhälle är Misantla, 17,9 km nordost om La Cañada. I omgivningarna runt La Cañada växer i huvudsak städsegrön lövskog.